# Burry Stander
Burry Willie Stander (16. září 1987 – 3. ledna 2013) byl jihoafrický cyklista, závodník na horských kolech. Byl bronzovým medailistou na mistrovství světa a světovým šampionem do 23 let. Závodil ve stáji Specialized spolu s Jaroslavem Kulhavým. Zahynul při tréninku po srážce s automobilem.

## Kariéra
Pocházel z Umtentweni v provincii KwaZulu-Natal. Profesionálním cyklistou se stal v roce 2005. O rok později se stal poprvé jihoafrickým šampionem v cross country na horských kolech.
V roce 2008 se stal vicemistrem světa v kategorii do 23 let a startoval na olympijských hrách v Pekingu, kde obsadil 15. místo.
Na světovém šampionátu do 23 let v roce 2009 získal v Canbeře zlatou medaili a mistrovský titul před Vuillermozem z Francie a Litscherem ze Švýcarska, úspěšně se v té době prosazoval již i v závodech světového poháru seniorů, v Champéry poprvé v seriálu zvítězil.
V roce 2010 získal dva bronzy na mistrovství světa elitní kategorie, a to v cross country a v maratonu. V cross country v kanadském Mont-Saint-Anne ho porazili jen José Antonio Hermida a Jaroslav Kulhavý, stal se tak prvním jihoafrickým cyklistou, který dokázal vyhrát během jednoho roku zlaté medaile na dvou různých šampionátech. Dva okruhy dokonce závod vedl, což se na mistrovství světa kategorie elite nikdy před ním žádnému jihoafrickému cyklistovi nepovedlo.
O rok později zahájil spolupráci s trenérem Jeroenem Swartem. Na olympijských hrách v Londýně obsadil páté místo. Po pomalejším startu se propracoval až do vedení, ale udělal chybu na kamenitém úseku a nakonec v boji se Španělem Hermidou skončil pátý.
Tradiční etapový závod na horských kolech Cape Epic vyhrál v letech 2011 a 2012, v roce 2008 odstoupil z prvního místa kvůli zranění.
V květnu 2012 se oženil s jihoafrickou silniční cyklistkou Cherise Taylorovou. Společně se Švýcarem Christophem Sauserem vedl nadaci Songo.info, která pomáhala dětem z chudých oblastí země na cestě k cyklistice.
3. ledna 2013 jej srazil v průběhu tréninku na kole automobil ve městě Shelly Beach na jihu země. Utrpěným zraněním podlehl. Jeho manželka Cherise stojí za vznikem nadace The Burry Stander Foundation, která má usilovat o zvýšení bezpečnosti v cyklistice, založené po jeho smrti.